# لندان
لندان (بالإنجليزية: Lindane)‏ هو دواء يُستعمل في علاج:
- تقمل[8]
- جرب[8]

## دوره
يلعب هذا الدواء دورًا في علاج الأمراض كونه:
- مبيد حشري